# Pedro Pasculli
Pedro Pablo Pasculli (Ciudad de Santa Fe, Argentina; 17 de mayo de 1960) es un exfutbolista argentino, fue uno de los futbolistas que ganaron la Copa Mundial de Fútbol de 1986, su último equipo fue el Pelita Jaya de Indonesia

## Trayectoria
Surgido de Colón, con destacada actuación en Argentinos Juniors, donde se consagra campeón y goleador, con destacada actuación luego en el fútbol italiano, en especial en Lecce, es actualmente entrenador de fútbol.

## Selección nacional
Ha sido internacional con la Selección de fútbol de Argentina, jugando 20 partidos internacionales y anotando 5 goles. Formaría parte del equipo campeón de México 1986 donde anotaría un solo gol, clave para derrotar a Uruguay en los octavos de final y por el cual es recordado por el público argentino.

### Participaciones en Copas del Mundo
| Mundial                        | Sede   | Resultado | PJ | Goles |
| ------------------------------ | ------ | --------- | -- | ----- |
| Copa Mundial de Fútbol de 1986 | México | Campeón   | 2  | 1     |

### Participaciones en Copa América
| Copa              | Sede      | Resultado    |
| ----------------- | --------- | ------------ |
| Copa América 1987 | Argentina | Cuarto lugar |

## Clubes

### Como jugador
| Club               | País      | Año       |
| ------------------ | --------- | --------- |
| Colón              | Argentina | 1977-1980 |
| Argentinos Juniors | Argentina | 1980-1985 |
| Lecce              | Italia    | 1985-1992 |
| NOB                | Argentina | 1993      |
| PJM Futures        | Japón     | 1994      |
| Casertana FC       | Italia    | 1995-1996 |
| Pelita Jaya        | Indonesia | 1997-2000 |

### Como entrenador
| Club                 | País      | Año       |
| -------------------- | --------- | --------- |
| Virtus Entella       | Italia    | 2000-2001 |
| Pietro Vernotico     | Italia    | 2001-2002 |
| SS Verbania Calcio   | Italia    | 2002-2003 |
| Selección nacional   | Uganda    | 2003      |
| Dinamo Tirana        | Albania   | 2004      |
| Dinamo Tirana        | Albania   | 2005      |
| Horastiana Velosa    | Italia    | 2006-2007 |
| Toma Maglie          | Italia    | 2007-2008 |
| Paterno              | Italia    | 2010-2011 |
| Cittanova Interpiana | Italia    | 2012      |
| Bocale               | Italia    | 2012-2013 |
| Lecce Primavera      | Italia    | 2013-2015 |
| Torres               | Italia    | 2017      |
| Bangor City FC       | Tailandia | 2019-2020 |

### Estadísticas
| Temporada                | Equipo                   | Liga                           | Liga | Liga | Copa Nacional | Copa Nacional | Copa Nacional | Copa Internacional | Copa Internacional | Copa Internacional | Otras Copas | Otras Copas | Otras Copas | Total | Total |
| Temporada                | Equipo                   | Torneo                         | PJ   | G    | Torneo        | PJ            | G             | Torneo             | PJ                 | G                  | Torneo      | PJ          | G           | PJ    | G     |
| ------------------------ | ------------------------ | ------------------------------ | ---- | ---- | ------------- | ------------- | ------------- | ------------------ | ------------------ | ------------------ | ----------- | ----------- | ----------- | ----- | ----- |
| 1977-1978                | Colón                    | Primera División 1977          | 2    | 0    |               | -             | -             |                    | -                  | -                  |             | -           | -           | 2     | 0     |
| 1978-1979                | Colón                    | Primera División 1978          | 3    | 0    |               | -             | -             |                    | -                  | -                  |             | -           | -           | 3     | 0     |
| 1979-1980                | Colón                    | Primera División 1979          | 19   | 6    |               | -             | -             |                    | -                  | -                  |             | -           | -           | 19    | 6     |
| Total Colón              | Total Colón              | Total Colón                    | 24   | 6    |               |               |               |                    |                    |                    |             |             |             | 24    | 6     |
| 1980-1981                | Argentinos Juniors       | Primera División 1980          | 15   | 8    |               | -             | -             |                    | -                  | -                  |             | -           | -           | 15    | 8     |
| 1981-1982                | Argentinos Juniors       | Primera División 1981          | 36   | 5    |               | -             | -             |                    | -                  | -                  |             | -           | -           | 36    | 5     |
| 1982-1983                | Argentinos Juniors       | Primera División 1982          | 49   | 21   |               | -             | -             |                    | -                  | -                  |             | -           | -           | 49    | 21    |
| 1983-1984                | Argentinos Juniors       | Primera División 1983          | 48   | 15   |               | -             | -             |                    | -                  | -                  |             | -           | -           | 48    | 15    |
| 1984-1985                | Argentinos Juniors       | Primera División 1984          | 45   | 30   |               | -             | -             |                    | -                  | -                  |             | -           | -           | 45    | 30    |
| 1984-1985                | Argentinos Juniors       | Primera División 1985          | 10   | 8    |               | -             | -             |                    | -                  | -                  |             | -           | -           | 10    | 8     |
| Total Argentinos Juniors | Total Argentinos Juniors | Total Argentinos Juniors       | 203  | 87   |               |               |               |                    |                    |                    |             |             |             | 203   | 87    |
| 1985-1986                | Lecce                    | Serie A 1985-1986              | 23   | 6    | CI            | 5             | 2             |                    | -                  | -                  |             | -           | -           | 28    | 8     |
| 1986-1987                | Lecce                    | Serie B 1986-1987              | 34   | 9    | CI            | ?             | ?             |                    | -                  | -                  |             | -           | -           | 34    | 9     |
| 1987-1988                | Lecce                    | Serie B 1987-1988              | 36   | 12   | CI            | ?             | ?             |                    | -                  | -                  |             | -           | -           | 36    | 12    |
| 1988-1989                | Lecce                    | Serie A 1988-1989              | 30   | 7    | CI            | 8             | 2             |                    | -                  | -                  |             | -           | -           | 38    | 9     |
| 1989-1990                | Lecce                    | Serie A 1989-1990              | 33   | 9    | CI            | ?             | ?             |                    | -                  | -                  |             | -           | -           | 33    | 9     |
| 1990-1991                | Lecce                    | Serie A 1990-1991              | 33   | 7    | CI            | ?             | ?             |                    | -                  | -                  |             | -           | -           | 33    | 7     |
| 1991-1992                | Lecce                    | Serie A 1991-1992              | 25   | 3    | CI            | ?             | ?             |                    | -                  | -                  |             | -           | -           | 25    | 3     |
| Total Lecce              | Total Lecce              | Total Lecce                    | 214  | 53   |               | 13            | 4             |                    |                    |                    |             |             |             | 227   | 57    |
| 1992-1993                | Newell's Old Boys        | Primera División 1992-1993     | 5    | 0    |               | -             | -             |                    | -                  | -                  |             | -           | -           | 5     | 0     |
| Total Newell's Old Boys  | Total Newell's Old Boys  | Total Newell's Old Boys        | 5    | 0    |               |               |               |                    |                    |                    |             |             |             | 5     | 0     |
| 1994-1995                | Sagan Tosu               | J. League 1995                 | 29   | 17   |               | -             | -             |                    | -                  | -                  |             | -           | -           | 29    | 17    |
| Total Sagan Tosu         | Total Sagan Tosu         | Total Sagan Tosu               | 29   | 17   |               |               |               |                    |                    |                    |             |             |             | 29    | 17    |
| 1995-1996                | Casertana                | Campeonato Nacional Dilettanti | 17   | 4    |               | -             | -             |                    | -                  | -                  |             | -           | -           | 17    | 4     |
| Total Casertana          | Total Casertana          | Total Casertana                | 17   | 4    |               |               |               |                    |                    |                    |             |             |             | 17    | 4     |
| Total                    | Total                    | Total                          | 492  | 167  |               |               |               |                    |                    |                    |             |             |             | 505   | 171   |

## Palmarés

### Campeonatos nacionales
| Título                         | Club               | País      | Año    |
| ------------------------------ | ------------------ | --------- | ------ |
| Campeonato de Primera División | Argentinos Juniors | Argentina | 1984   |
| Campeonato de Primera División | Argentinos Juniors | Argentina | N-1985 |

### Campeonatos internacionales
| Título                  | Selección | Sede      | Año  |
| ----------------------- | --------- | --------- | ---- |
| Copa Mundial de la FIFA | Argentina | México DF | 1986 |